# Sydney Frank
Sydney S. Frank foi o presidente e proprietário do Baltimore Orioles desde sua fundação.

## Carreira
Frank serviu como presidente do Baltimore Orioles na Liga Americana em 1901, sua temporada inaugural. John Mahon foi eleito para suceder Frank como presidente da assembleia geral anual em fevereiro de 1902.
Quando Mahon vendeu seu controle sobre os Orioles a John T. Brush e Andrew Freedman, da National League, Ban Johnson, presidente da American League, juntou-se a Frank e outros proprietários minoritários dos Orioles para assumir o controle da equipe.